# Шуа-Губи
Шуа-Губи (груз. შუა გუბი) — село в Грузии, на территории Хонийского муниципалитета края (мхаре) Имеретия.

## География
Село находится в западной части Грузии, в пределах Имеретинской низменности, к западу от реки Губисцкали, на расстоянии приблизительно 4 километров (по прямой) к юго-востоку от города Хони, административного центра муниципалитета. Абсолютная высота — 74 метра над уровнем моря.

## Население
По результатам официальной переписи населения 2014 года, в Шуа-Губи проживало 113 человек (55 мужчин и 58 женщин). В национальной структуре населения грузины составляли 100 %.
| Год  | Население, человек |
| ---- | ------------------ |
| 2002 | 347                |
| 2014 | ↘ 113              |